# Соня (певица)
Соня (англ. Sonia, полное имя Соня Эванс, англ. Sonia Evans; род. 13 февраля 1971) — британская поп-певица, наиболее известная как одна из подопечных продюсерского трио Стока, Эйткена и Уотермана (очень модного тогда, в конце 1980-х — начале 1990-х годов).
Уже её дебютный сингл «You'll Never Stop Me Loving You», который Сток, Эйткен и Уотерман написали и спродюсировали, поднялся в июне 1989 года на первое место британского чарта.
Затем последовали новые хиты, среди которых «Can’t Forget You» (17 место) и «Listen To Your Heart» (10 место), а в следующем году каверы на «You’ve Got A Friend» Джеймса Тейлора (попал в первую двадцатку) и «End Of The World» певицы Скитер Дэвис (18 место в августе 1990-го).
Потом Соня сменила лейбл, но (соответственно, уже с другими продюсерами) продолжила свою серию хитов — с песнями «Only Fools (Never Fall In Love)» (10 место в июне 1991) и «You To Me Are Everything» (13 место в конце ноября того же года).
В 1993 году певица представила Великобританию на конкурсе песни Евровидение с песней «Better The Devil You Know», заняв там второе место (проиграла Ирландии). Песня была выпущена как сингл и попала в Великобритании в первую двадцатку (15-е место в мае 1993 года).

## Дискография
- См. «Sonia (singer) # Discography» в англ. Википедии.